# 埼玉県浦和合同庁舎

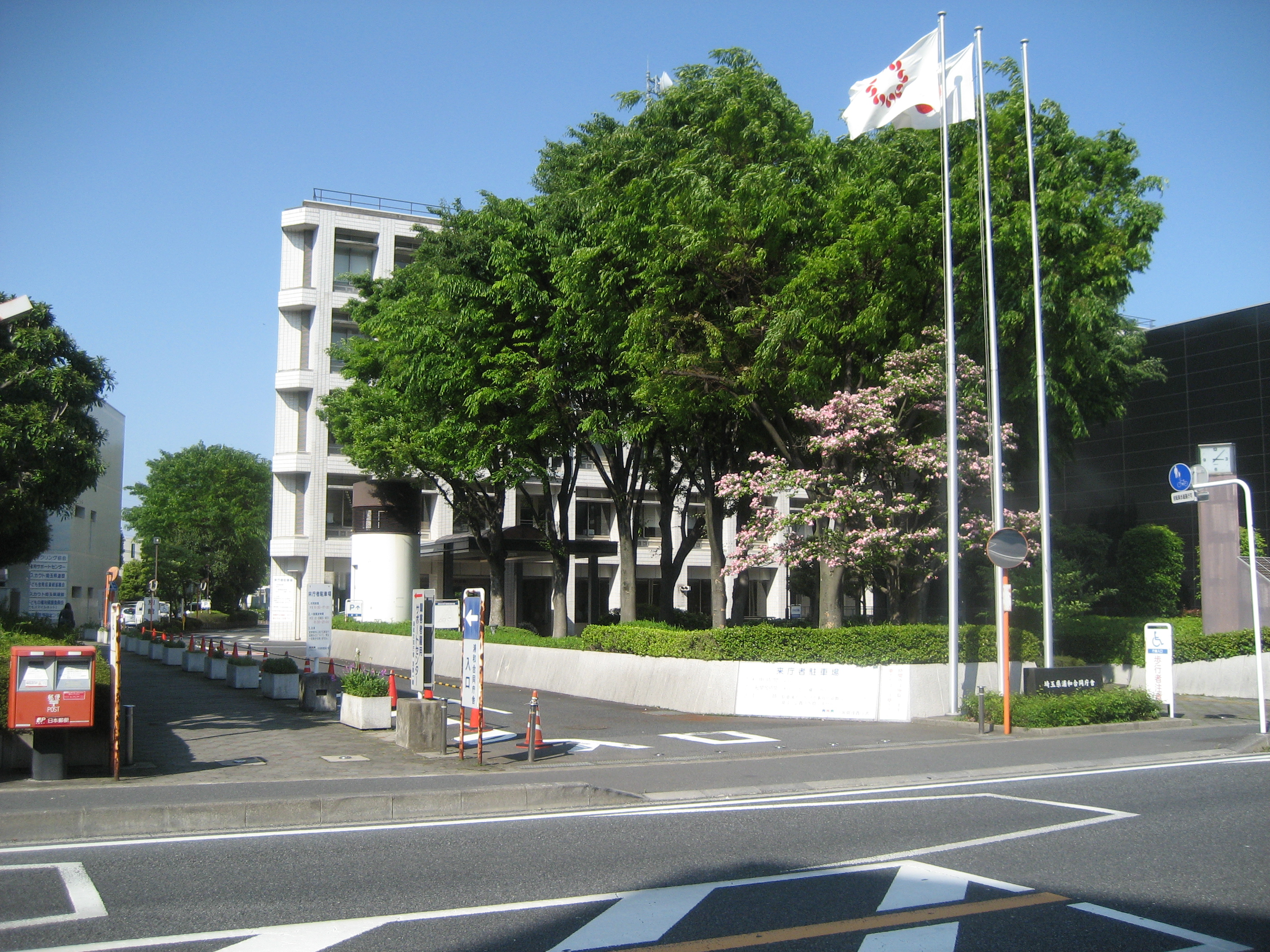
埼玉県浦和合同庁舎

埼玉県浦和合同庁舎（さいたまけんうらわごうとうちょうしゃ）は、埼玉県さいたま市浦和区北浦和に所在する、埼玉県の合同庁舎の一つ。さいたま県税事務所（2012年浦和県税事務所に大宮県税事務所が統合）が主な入居機関となっている。浦和地方庁舎とも。その他県内にある地方庁舎についても記す（県内の地方庁舎）。浦和区常盤に所在する国の合同庁舎は浦和地方合同庁舎を参照。

## 概要
北浦和駅からも近く、国道17号に面する場所に位置する。東側の庁舎棟と西側の別棟に分かれている。別棟はかつて保健所棟と呼ばれ、中央保健所（浦和保健所）が入居していたが、さいたま市誕生後に大宮保健所と統合され、さいたま市保健所となって2002年に大宮保健所が所在した埼玉県大宮合同庁舎に移転。2007年に中央区に移転した。

## 沿革
- 1969年（昭和44年） - 仲町三丁目の坂下通り沿いに、浦和県税事務所、浦和地方県民センター、浦和出納事務所、浦和婦人就業援助センター、埼玉県身体障害者福祉協議会、日本赤十字社埼玉県支部の合同庁舎が建設された。
- 1985年（昭和60年） - 日本赤十字社埼玉県支部を除いて現在地の北浦和に新築移転し、中央保健所も県民保健センター内から移転。
- 2012年（平成24年）4月1日 - 大宮合同庁舎内にあった大宮県税事務所を浦和県税事務所と統合集約し、さいたま県税事務所が設置された。大宮合同庁舎には西区にあった自動車税事務所（庁舎は埼玉運輸支局に隣接）が移転。西区の庁舎は規模縮小の上新築し、自動車税事務所の支所となった。
- 2016年（平成28年）1月4日 - 大宮合同庁舎がさいたま市大宮区役所の新庁舎建設に伴い閉鎖され、庁舎内にあった自動車税事務所はさいたま市大宮区役所の旧分庁舎跡に移転した。

## 入居する機関
庁舎棟
- さいたま県税事務所 - 大宮県税事務所を浦和県税事務所に統合し、名称変更。
- 埼玉県身体障害者福祉協議会
- 埼玉県後期高齢者医療広域連合事務局
- 埼玉県漁業協同組合連合会
- 埼玉県PTA連合会
- 公益財団法人埼玉県国際交流協会
- さいたま農林振興センター
- 公益財団法人 埼玉県母子寡婦福祉連合会
- 埼玉県技能士会連合会
- 埼玉県危険物安全協会連合会
- 埼玉県道路公社
- 日本貸金業協会埼玉県支部
- 埼玉県障害者スポーツ協会
- 埼玉県職業能力開発協会
- さいたま市民ネットワーク
- 財団法人埼玉県剣道連盟
- 社団法人埼玉県猟友会
- 埼玉県柔道連盟事務局
- 中央環境管理事務所
- 南部教育事務所
- 総合教育センターきたうらわ相談室

別棟
- 埼玉県サイクリング協会
- 障害者雇用サポートセンター
- ボーイスカウト埼玉県連盟
- ガールスカウト埼玉県連盟
- 埼玉県子ども会育成連絡協議会
- 埼玉県子どもの権利擁護委員会
- 埼玉聴覚障害者情報センター
- 埼玉県青色申告会連合会
- 浦和青色申告会
- 埼玉県障害者職場定着支援センター
- 彩の国就職支援プラザ

## 所在地
- さいたま市浦和区北浦和5-6-5

## 県内の地方庁舎
埼玉県川口地方庁舎
- 川口市西青木二丁目13-1

埼玉県上尾地方庁舎
- 上尾市大字南239-1

埼玉県朝霞地方庁舎
- 朝霞市三原1-3-1

埼玉県川越地方庁舎
- 川越市新宿町一丁目17番地17ウェスタ川越

埼玉県所沢地方庁舎
- 所沢市並木一丁目8-1
- 入居機関：所沢県税事務所

埼玉県春日部地方庁舎
- 春日部市大沼1丁目76

埼玉県東松山地方庁舎
- 東松山市六軒町5番地1

埼玉県行田地方庁舎
- 行田市本丸2-20

埼玉県熊谷地方庁舎
- 熊谷市末広3-9-1
- 入居機関：北部地域振興センター

埼玉県本庄地方庁舎
- 本庄市朝日町一丁目4番6号
- 入居機関：本庄県税事務所

埼玉県秩父地方庁舎
- 秩父市東町29番20号
- 入居機関：秩父地域振興センター、秩父県税事務所

埼玉県越谷合同庁舎
- 越谷市越ヶ谷四丁目2番82号